# Landrückentunnel
Der Landrückentunnel ist ein Eisenbahntunnel der Schnellfahrstrecke Hannover–Würzburg. Mit einer Länge von 10.779 m ist er der längste Eisenbahntunnel Deutschlands; seinen Namen bezieht er von dem von ihm unterquerten osthessischen Höhenzug Landrücken.
In der zwischen 1981 und 1986 errichteten Röhre befinden sich auf einem Schotter-Oberbau zwei Gleise, die unter Linienzugbeeinflussung planmäßig mit bis zu 250 km/h befahren werden können.

## Verlauf
Der Tunnel befindet sich in Osthessen, etwa 15 km südlich von Fulda, im Streckenabschnitt Fulda–Würzburg. Er liegt in den Landkreisen Fulda und Main-Kinzig, mit der Gemeinde Kalbach, der Stadt Schlüchtern und der Gemeinde Sinntal.
Zwischen dem Nordportal in Kalbach (Streckenkilometer 251,3, 50° 24′ 22,8″ N, 9° 39′ 3″ O) und dem Südportal bei Weichersbach (Strecken-Km 262,2, 50° 18′ 35″ N, 9° 39′ 47″ O) durchquert die Röhre den Landrücken, einen in ost-westlicher Richtung verlaufenden Höhenzug, der oberhalb des Tunnels bis zu rund 550 m Höhe erreicht. Die Hügelkette bildet die Rhein-Weser-Wasserscheide, die unter anderem die Flussgebiete von Fulda und Main voneinander trennt. Nördlich schließt sich nach einem kurzen Einschnitt unmittelbar die 364 m lange Talbrücke Kalbach an, südlich folgt, ebenfalls nach einem Einschnitt, die 427 m lange Sinntalbrücke Mottgers. Der Tunnel verläuft annähernd in Nord-Süd-Richtung und liegt in einem dünn besiedelten Gebiet. Er unterfährt die Ortsteile Eichenried und (am Rande) Veitsteinbach der Gemeinde Kalbach, die Landesstraßen 3141 und 2364 sowie Ausläufer von Weichersbach (Gemeinde Sinntal).
Die Trasse verläuft weitgehend gerade. Im Bereich des Nordportals liegt dabei eine Linkskurve von 7000 m Radius, die in einem 315 m langen Übergangsbogen in eine Gerade von 1.886 m Länge übergeht. Zwischen zwei weiteren Übergangsbögen (je 315 m Länge) folgt eine weitere Kurve von 7000 m Radius. Auf den weiteren 7287 m verläuft der Tunnel bis zum Südportal in einer Gerade.

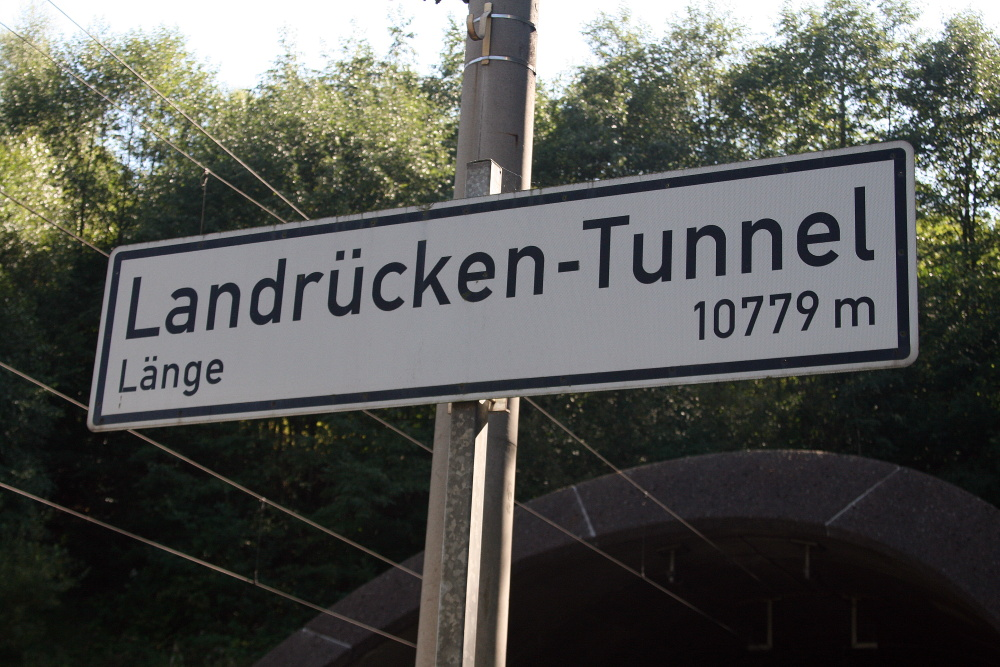
Tunnelschild vor dem Nordportal
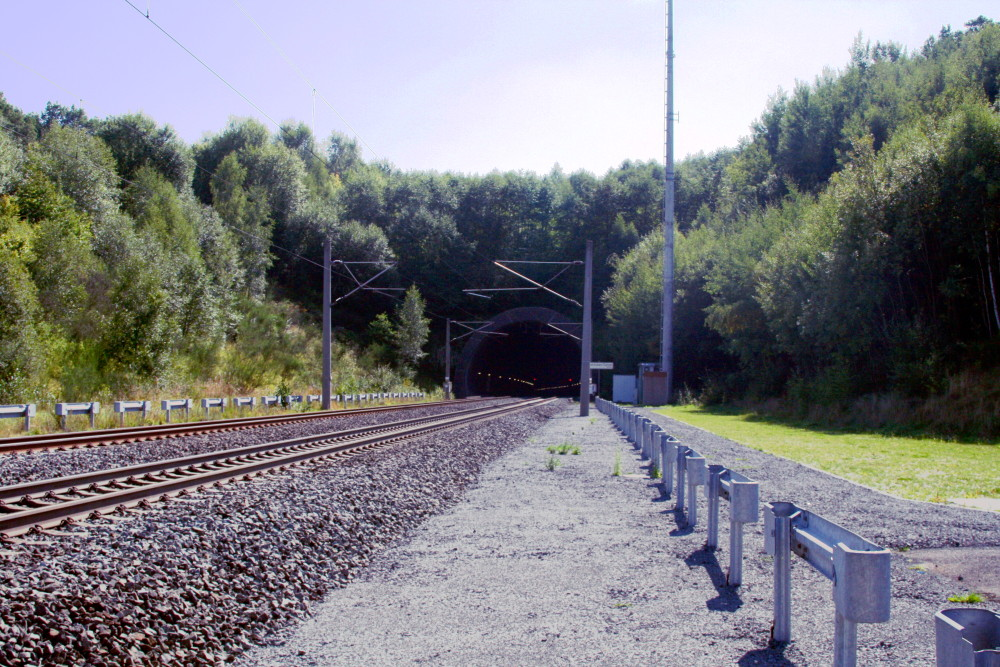
Das Nordportal mit Ausläufern des Rettungsplatzes (rechts)
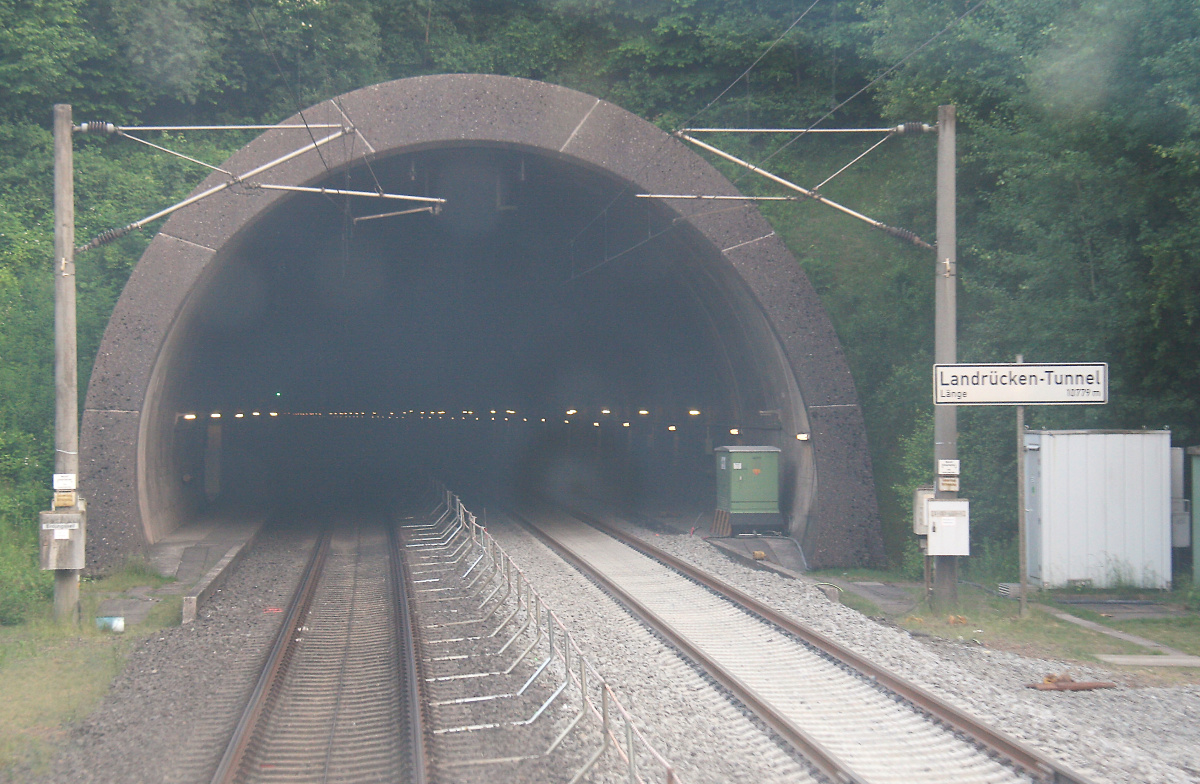
Blick in das Nordportal mit südöstlich fallender Trasse
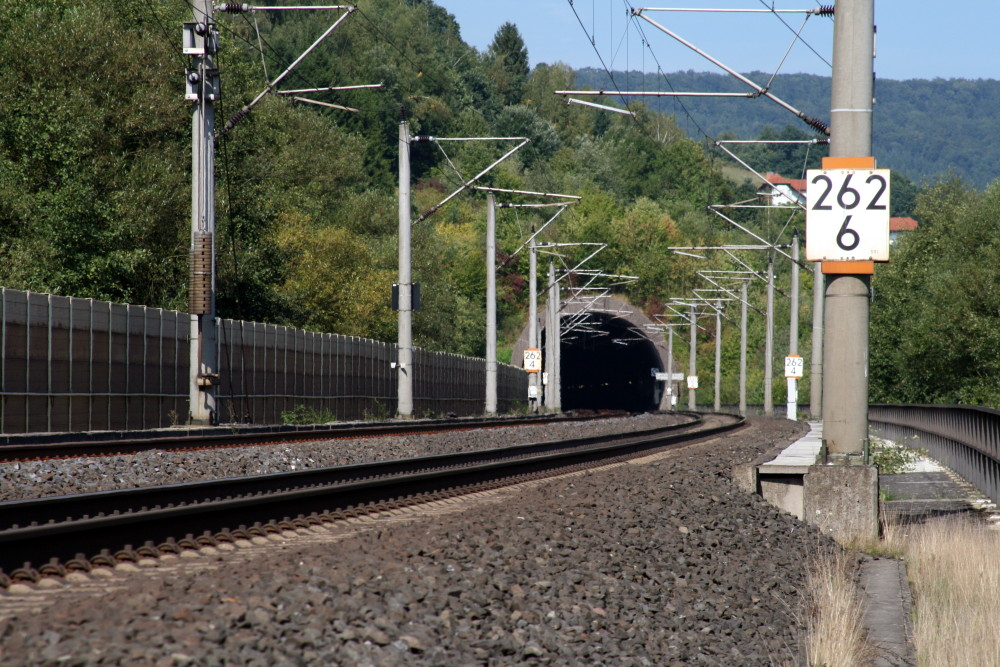
Südportal mit vorgelagerter Sinntalbrücke Mottgers

Im Tunnel sind bei den Streckenkilometern 252,1 (Landrücken Nord) und 258,2 (Landrücken Süd) zwei Überleitstellen (jeweils vier Weichen) eingerichtet, auf denen Züge mit bis zu 130 km/h in das andere Gleis wechseln können.

### Höhenverlauf

Ein ICE kurz nach Verlassen des Landrückentunnels durch das Südportal (links unten). Der Breite First als erste Erhebung, die der Landrückentunnel von dieser Seite durchquert, ist zu erkennen.

Die Gradiente fällt ab dem Nordportal durchgehend in südlicher Richtung, dem Sinntal folgend, zum Main hin ab. Vor dem Nordportal des Tunnels liegt mit 386,35 m ü. NN der höchste Punkt der Schnellfahrstrecke Hannover–Würzburg. Das Nordportal liegt (gemessen über Schienenoberkante) auf 385,30 m, das Südportal auf 280,60 m. Am Main bei Gemünden wird eine Höhe von 275 m erreicht. Auf den nördlichen 3532 m liegt dabei ein durchgehendes Gefälle von 4,081 Promille vor, der übrige Abschnitt bis zum Südportal fällt mit 12,5 Promille ab (Kuppenausrundung: 25000 m).
Das Gelände über dem Tunnel steigt im nördlichen Viertel der Röhre von rund 400 m auf rund 510 m (südlich von Eichenried) an, fällt dann zunächst auf rund 450 m ab und steigt südöstlich von Veitsteinbach wieder auf rund 525 m (nordöstlich von Gundhelm) an. Im weiteren Verlauf fällt es zunächst wiederum auf rund 450 m ab, bevor am nordöstlichen Rand eines Basaltsteinbruchs am Breiten First, rund 4,4 km vom Südportal entfernt, mit rund 555 m die höchste Erhebung oberhalb der Tunneltrasse erreicht wird. Das Gelände fällt zum Südportal hin anschließend in mehreren Steigungen und Gefällen bis auf rund 290 Höhenmeter ab.
Die Überdeckung erreicht etwa in der Mitte des Tunnels mit 220 m ihren größten Wert. Geringe Überdeckungen liegen in der Nähe des Südportals vor; auch zum Nordportal hin fällt das Gelände flach ab.

### Fensterstollen
Zwei Fensterstollen, die beim Bau als Zwischenangriffe dienten, blieben 1,5 km (bei 50° 19′ 26″ N, 9° 39′ 47″ O) und 2,9 km vom Südportal entfernt (bei 50° 20′ 2,7″ N, 9° 39′ 55,7″ O) als Zugänge für die Streckenunterhaltung erhalten und können als Notausstiege genutzt werden:
- Der 636 m lange nördliche Fensterstollen liegt beim Streckenkilometer 259,1 in einer Entfernung von 7.832 m vom Nordportal.[6] Nach dem Planungsstand von 1984 waren 615 m Länge vorgesehen. Der Stollen liegt an einer 85 m langen Zufahrt. Nach einer 70 m langen Geraden folgt hinter dem Eingang eine Kurve von 120 m Radius. Nach weiteren 370 m wird der Tunnel in einem Winkel von 80 Grad erreicht. Die Gradiente des Stollens fällt zum Portal mit einem Prozent ab und ermöglicht dadurch eine freie Entwässerung über eine unterhalb des Stollens verlaufende Wasserleitung von 50 cm Durchmesser. Der Ausbruchsquerschnitt des Stollens liegt bei 43 m² (bis 7,08 m Breite, bis 6,30 m Höhe). Die Fahrbahnbreite liegt bei 5,80 m, die lichte Durchfahrtshöhe bei 4,20 m. (Alle Daten: Planungsstand von 1984)[2]
- Der südliche Seitenstollen weist eine Länge von 174 m auf und liegt 1576 m vom Südportal entfernt.[6] Nach dem Planungsstand von 1984 war ein 104 m langer Stollen vorgesehen, der in gerader Richtung in die Tunnelachse führt.[2]

Zwischen den beiden Ausgängen aus dem Fahrtunnel liegen rund 1.390 m.

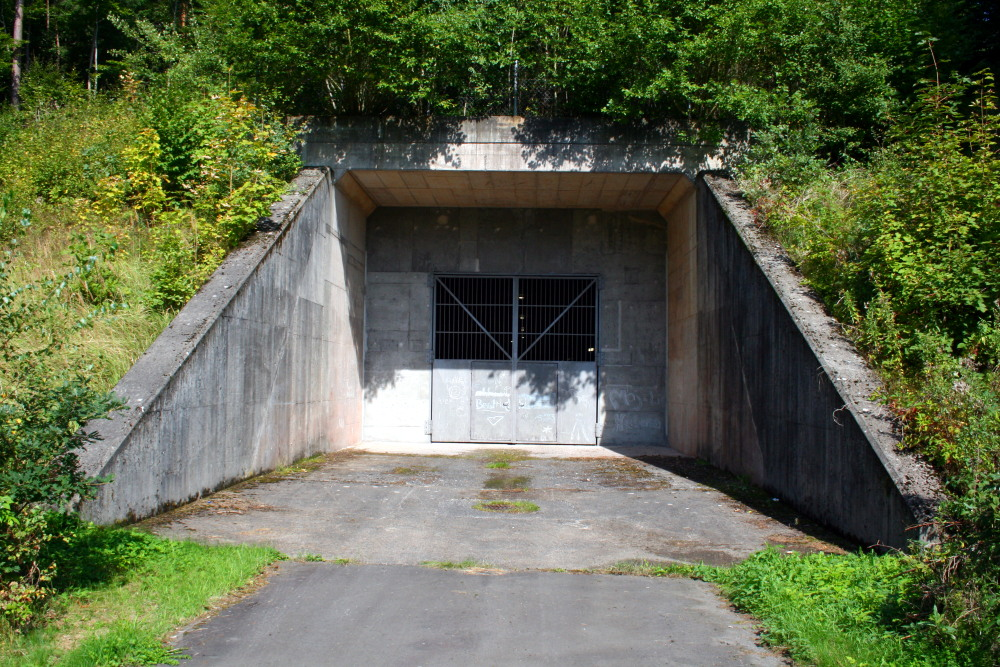
Portal des nördlichen Fensterstollens
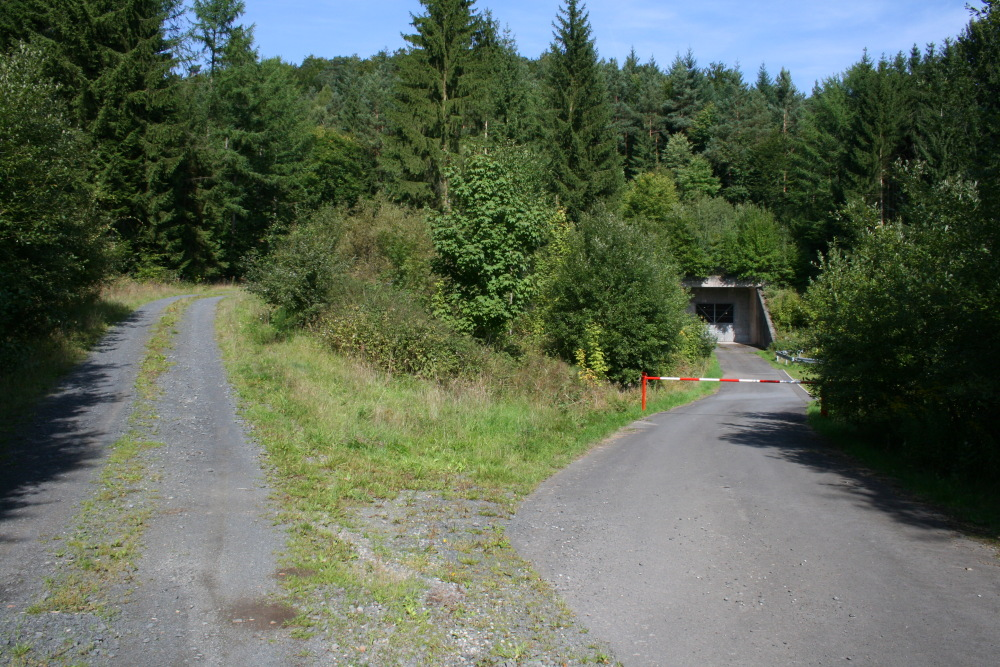
Zufahrt zum nördlichen Fensterstollen, in einem Waldgebiet
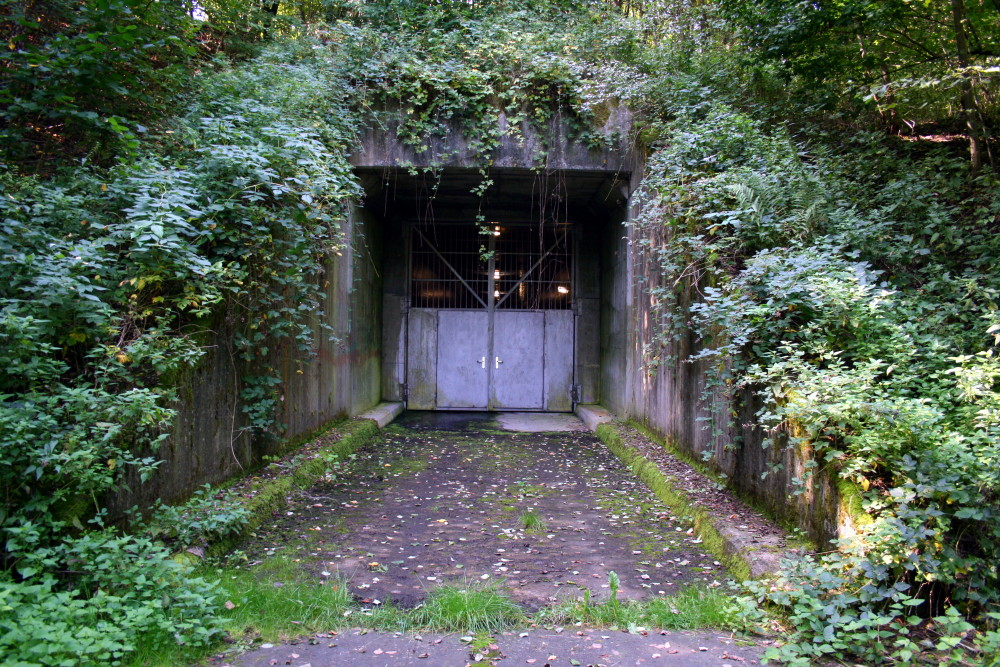
Zugang zum südlichen Stollen
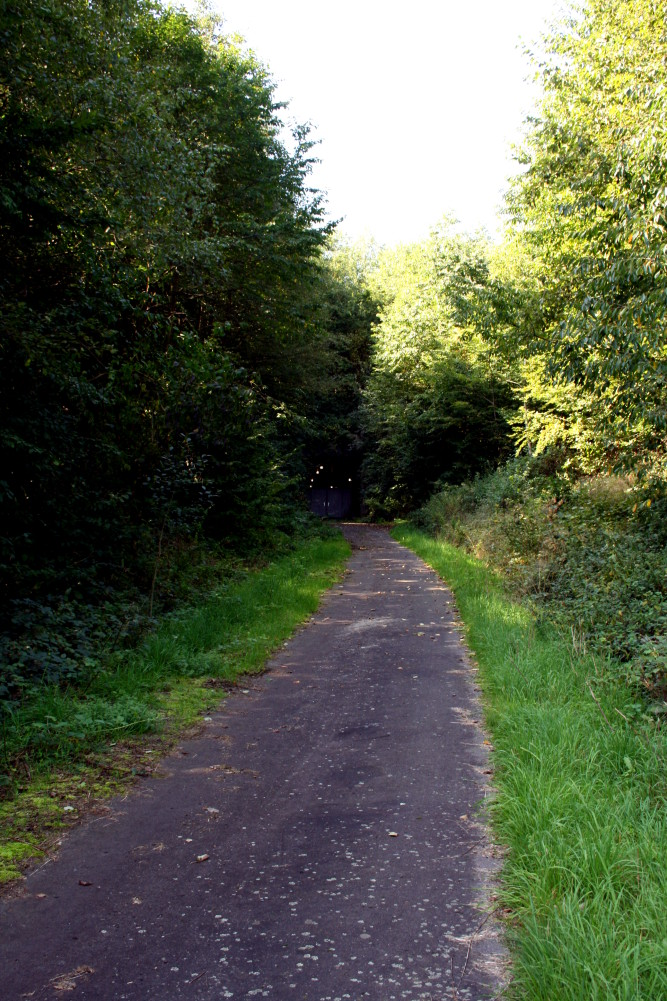
Zufahrt zum südlichen Stollen

Zwischen dem nördlichen Notausgang und dem Nordportal besteht auf 7,83 km keine Möglichkeit, den Tunnel im Gefahrenfall zu verlassen. Es ist der längste Abstand zwischen zwei Fluchtmöglichkeiten in einem deutschen Eisenbahntunnel. Die Errichtung zusätzlicher Notausstiege lehnte die Bahn 2001 mit Verweis auf unverhältnismäßig hohe Kosten bei einem sehr geringen Unfallrisiko ab.

### Geologie
Im Bereich des Landrückentunnels herrschen im Wesentlichen Triasgesteine vor, insbesondere Mittlerer Buntsandstein.

## Aufbau
Die Breite des Tunnels liegt bei bis zu 13,44 m, über Schienenoberkante werden 12,50 bis 12,66 m erreicht. Der Oberbau erreicht dabei eine Breite von 9,10 m bei einem Gleisabstand von 4,70 m. Die Höhe zwischen Schienenoberkante und Scheitel liegt zwischen 7,78 und 8,52 m.
Beidseitig der Fahrbahnen wurden Kabelkanäle von 35 × 40 cm Durchmesser eingerichtet, die im Abstand von 44 m über Querungen miteinander verbunden sind. Das im Berg anfallende Grundwasser wird über eine Drainage mit zwei unterhalb des Tunnels verlaufenden Rohren von je 250 mm lichter Weite abgeführt. Das gesamte Wasser wird am Südportal in einen Vorfluter eingeleitet. Das im nördlichen Voreinschnitt anfallende Wasser wird in den Kalbach abgegeben.
Neben den beiden Gleisen ist ein je 1,20 m breiter Fluchtweg vorhanden. 21 Notruffernsprecher wurden im Abstand von je 600 Metern angebracht.

## Geschichte
Der Landrückentunnel ist der zweite längere Eisenbahntunnel, der den Landrücken durchquert. Bereits 1914 ging bei Schlüchtern der knapp 3,6 Kilometer lange Schlüchterner Tunnel der Bahnstrecke Fulda–Frankfurt am Main in Betrieb.

### Planung
Bereits der Trassenentwurf für die im Zuge des Ausbauprogramms für das Netz der Deutschen Bundesbahn geplante Ergänzungsstrecke Hannover–Gemünden sah eine Querung des Landrückens vor. In der Vortrassierung von 1973 war ein längerer Tunnel vorgesehen, dessen Nordportal südlich von Mittelkalbach und dessen Südportal zwischen Oberzell und Ramholz liegen sollte.
Bereits die im Januar 1974 für das Raumordnungsverfahren eingereichte Trasse (Variante I) sah zur Querung des Landrückens einen Tunnel vor, der nördlich von Eichenried begonnen und östlich von Mottgers geendet hätte. Die geplante Länge betrug 8.850 m. Die zu Grunde liegende maximale Längsneigung betrug 18 Promille. Der Tunnel sollte dabei weitgehend in einer Geraden verlaufen und durchgehend mit 7,289 Promille nach Süden abfallen.
Das Raumordnungsverfahren für den hessischen Streckenabschnitt wurde mit Erlass des Hessischen Ministerpräsidenten vom 23. Januar 1974 eingeleitet. Am 7. Februar 1974 wurde es durch den Regierungspräsidenten Kassel mit der Aufforderung zur Stellungnahme durch die Träger öffentlicher Belange eröffnet.
Im Zuge der Anhörung der Träger öffentlicher Belange, im gleichen Jahr, wurde die Tunneltrasse im Bereich des Nordportals nach Osten verschoben. Das Südportal wurde nach Westen verschoben und um etwa einen Kilometer nach Süden verlegt. War das Südportal in der Raumordnungstrasse noch bei Schwarzenfels (nordwestlich von Weichersbach) vorgesehen, kam der modifizierte Tunnel erst südwestlich von Weichersbach (nördlich von Mottgers) wieder an die Oberfläche. Im Rahmen der wenig später vorgelegten Variante II wurde diese Querung nach Westen verschoben (Nordportal südwestlich von Mittelkalbach, Südportal an gleicher Stelle) und der Tunnel verlängert. Das Raumordnungsverfahren wurde später zunächst unterbrochen, bis die DB für den Raum Fulda eine zusätzliche Trassenvariante III vorlegte.
Das Verfahren wurde, nun ohne den im Landkreis Kassel liegenden Streckenabschnitt (einschließlich Stadtgebiet von Kassel), am 21. November 1975 wieder aufgenommen.
Zwischen 1976 und 1981 wurde ein geologisches und hydrologisches Erkundungsprogramm gefahren, in dessen Rahmen unter anderem Kernbohrungen, Meißelbohrungen und Rammsondierungen erfolgten. Im September 1982 folgten geotechnische Versuche im ersten fertiggestellten Fensterstollen. In die Gestaltung der Portalbereiche wurden Architekten und Landschaftsplaner einbezogen.
Das Planfeststellungsverfahren für den Nordabschnitt des Tunnels wurde am 25. Mai 1981 eingeleitet, für den Südabschnitt begann es am 16. Oktober 1981.
Vor Beginn der Bauarbeiten am Fahrtunnel wurde ein 615 m langer Fensterstollen als Zugang errichtet. Er war am 6. Juli 1981 ausgeschrieben, am 5. August submittiert und am 3. September 1981 vergeben worden und wurde durch die ARGE Fensterstollen für 6,7 Millionen DM errichtet. Der Stollen zählte zu den ersten Maßnahmen, die im Südabschnitt der Neubaustrecke ausgeschrieben und vergeben wurden. Der mit einer Länge von zunächst 620 m geplante Stollen sollte als dritter Angriffspunkt die Bauarbeiten beschleunigen und gleichzeitig weitere Aufschlüsse über das Gebirge liefern.
Der Bau des eigentlichen Fahrtunnels wurde in drei Abschnitte (Lose) eingeteilt und am 21. Mai 1982 ausgeschrieben, am 3. August submittiert und am 25. August (Süd- und Mittelabschnitt) bzw. 27. August 1982 (Nordabschnitt) vergeben:
- Das Los Nord wurde für 84,3 Millionen DM an die ARGE Landrücken Nord vergeben. Die Arbeitsgemeinschaft setzte sich aus den Unternehmen Baresel AG (Stuttgart), Strabag Bau-AG (Würzburg) und Heilit und Wörner (Frankfurt am Main) zusammen.[2]
- Das Los Mitte ging für 83,9 Millionen DM an die ARGE Landrücken Mitte, eine Arbeitsgemeinschaft der Unternehmen Heitkamp (Herne), Thyssen Schachtbau (Mülheim an der Ruhr), Mayreder (Linz), Kraus & Co. und Ing. Karl Jäger (Schruns/Vorarlberg).[2]
- Das Los Süd wurde für 68,6 Millionen DM an die ARGE Landrückentunnel Süd, bestehend aus den Unternehmen Polensky & Zöllner (Frankfurt am Main), Allgemeine Baugesellschaft – A. Porr (Wien) und Staug (Wien), vergeben.[2]

1981 lag die geplante Länge des Tunnels bei 10.710 m. Anfang 1982 wurde
von 10.757 m ausgegangen. 1983 und 1984 wurde eine Länge von 10.747 m angegeben. Eine Quelle von Ende 1983 spricht von 10.755 m. Ende 1984 lag die geplante Länge des Fahrtunnels bei 10.779,30 m (Abstand zwischen den Firstpunkten).
Die geplanten Gesamtinvestitionen, für den Zeitraum von 1981 bis 1986, lagen bei 320,7 Millionen DM. Dieser Betrag lag über der Summe der einzelnen Vergaben und bezog Inflationseffekte ebenso mit ein wie Kostensteigerungen, die nach dem Beginn des Vortriebs aufgrund ungünstiger Bedingungen erwartet wurden. Bei Baubeginn, 1982, war offiziell noch mit Kosten von 250 Millionen DM gerechnet worden, wobei bereits Überschreitungen befürchtet wurden. Die ersten regulären Züge sollten dabei den Tunnel ab 1989 befahren.
In der Planungs- und Bauphase wurde der Tunnel auch als Objekt 86 bezeichnet.
Mehrfach wurde dem Tunnel nachgesagt, unterirdisch mit einem 1984 oberhalb der Röhre fertiggestellten Munitionsdepot der NATO verbunden zu sein.

### Bau
Die Baumaßnahmen am längsten Tunnel in Deutschland begannen am 28. September 1981 mit dem Anschlag des 615 m langen Fensterstollens. Die bis September 1982 laufenden Bauarbeiten an dem Fensterstollen gingen der Ausschreibung des Fahrtunnels voraus. Somit konnten Erkenntnisse aus dessen Errichtung beim Bau des Fahrtunnels berücksichtigt werden. Der Anschlag des Fahrtunnels wurde am 3. Dezember 1982 im Mittelabschnitt begangen. Am 17. Dezember 1982 folgte der Nordabschnitt, am 14. März 1983 schließlich der Südabschnitt.
Anfang September 1984 war etwa die Hälfte des Vortriebs bewältigt. Der Kalottenvortrieb hatte dabei eine Länge von 6,6 km erreicht.
Der Vortrieb nahm drei Jahre in Anspruch, der Ausbau des Tunnels ein weiteres Jahr. Am 16. Januar 1986 war die Röhre im Rohbau fertiggestellt. Die Netto-Rohbaukosten lagen bei 335 Millionen DM. In diesem Betrag sind die Kosten für die Deponierung des Ausbruchsmaterials, das für keine anderen Baumaßnahmen an der Neubaustrecke verwendet werden konnte, enthalten. Die Kosten für die Zufahrtsstollen sind dagegen nicht enthalten. Die Bauarbeiten endeten am 10. August 1986.
Während der Bauphase waren bis zu 370 Mann im Einsatz. Die mittleren Vortriebsleistungen lagen, je nach geologischen Verhältnissen, zwischen 1,9 und 6,3 m pro Tag und Baulos. Insgesamt wurden rund 1,5 Millionen Kubikmeter Material ausgebrochen; das Material wurde mit bis zu 500 Lkw-Fahrten pro Tag aus dem Tunnel gebracht.
Für den zweigleisigen Tunnel wurde, je nach Gebirgsqualität und Profiltyp, ein Ausbruchsquerschnitt von durchschnittlich 121 m² (von 102 bis 141 m²) nach der „Neuen Österreichischen Tunnelbauweise“ im Sprengvortrieb mit drei parallelen Vortrieben erstellt.
Als Bauherr fungierte die Projektgruppe Hannover–Würzburg der Bahnbauzentrale bei der Bundesbahndirektion Nürnberg der damaligen Deutschen Bundesbahn.

#### Baulos Nord

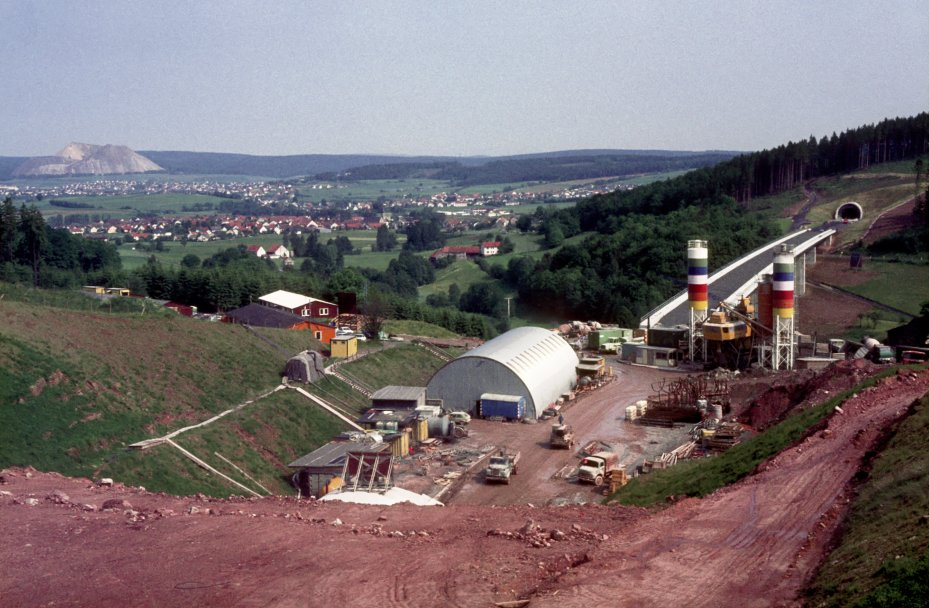
Blick vom Nordportal (Juni 1985)

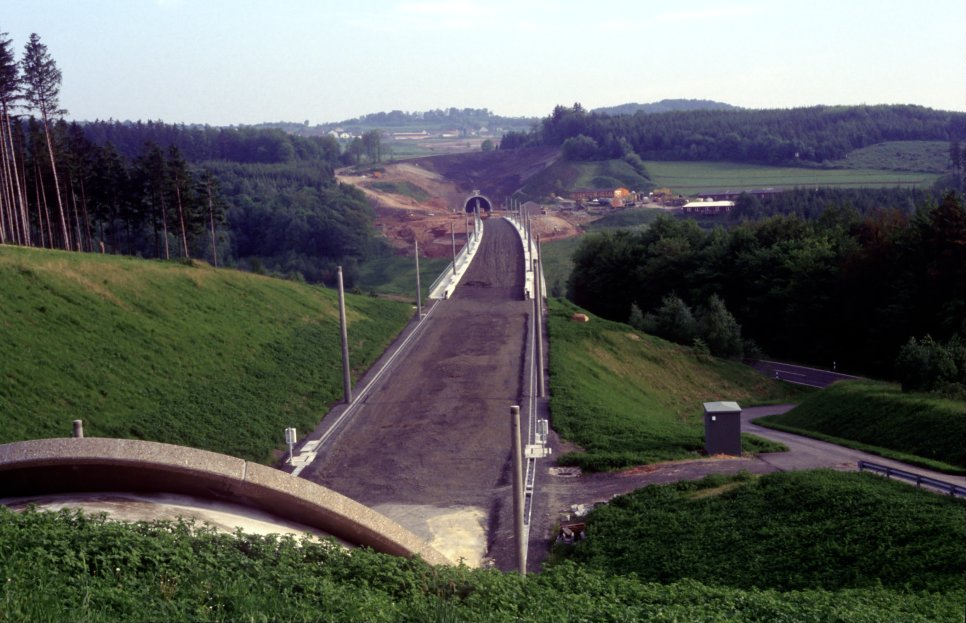
Blick auf das Nordportal während der Bauphase (April 1986)

Das Baulos Nord (3343,05 m) wurde vom Nordportal ausgehend zunächst auf rund 80 m Länge in offener Bauweise errichtet. Dort wurde mit dem bergmännischen Vortrieb auf 3263,4 m Länge begonnen. Ursprünglich geplant war eine Länge von 3579 m, bei Baukosten von 84,3 Millionen DM.
Die Bauarbeiten begannen am 25. Oktober 1982 mit dem Herstellen der Zufahrten. Am 17. Dezember 1982 erfolgten der Tunnelanschlag und die Taufe. Die Tunnelpatenschaft für den Abschnitt hatte Annegret Luis übernommen. Die symbolische erste Sprengung löste Christa Gohlke, die Ehefrau des damaligen Bundesbahn-Vorstandsvorsitzenden Reiner Gohlke aus. Der Zeremonie wohnte neben diesem unter anderem auch Bundesverkehrsminister Werner Dollinger bei. Zu den weiteren Gästen zählten Heribert Reitz (hessischer Staatsminister für Wirtschaft, Technik und Finanzen) sowie Fritz Kramer, Landrat des Landkreises Fulda. Zu diesem Zeitpunkt waren von den 327 Streckenkilometern der Schnellfahrstrecke 113 Kilometer planfestgestellt (Baurecht); an 19 Stellen liefen die Bauarbeiten.
Der volle Vortrieb begann am 14. März 1983. Rund 100 Mitarbeiter wurden beschäftigt. Der Ausbruch aus diesem Abschnitt wurde auf der Deponie Eichenried, in einer Entfernung von etwa zwei Kilometern zum Portal, aufgeschüttet.
Die Bewetterung wurde anfangs über das Nordportal sichergestellt. Aufgrund der Vortriebslänge von über 2000 Metern wurde ein Bewetterungsschacht erforderlich, der 2.058 m südlich des Nordportals, mit einer Tiefe von 62 m und einem Durchmesser von 250 cm, angelegt wurde.
Die Baustelle wurde am Nordportal eingerichtet. In der Nähe des Tunnelportals wurde für die Bauzeit ein Betonwerk errichtet.

#### Baulos Mitte
Das Baulos Mitte (4521,0 m) wurde vom Ende des vorab angelegten, 615 m langen Fensterstollens in nördlicher Richtung vorgetrieben. Ursprünglich war für das Los eine Länge von 4472,4 m vorgesehen.
Nachdem ein Teil der Einrichtung von dem zuvor errichteten Fensterstollen übernommen werden konnte, begannen die Arbeiten im Baulos Mitte bereits am 8. September 1982 mit der Einrichtung der Baustelle. Die Baustelle wurde vor dem Portal des Fensterstollens einrichtet; Wohn- und Arbeitscontainer wurden aus Lärmschutzgründen abseits angeordnet. Der Vortrieb begann am 9. November, der offizielle Tunnelanschlag mit Taufe wurde am 3. Dezember 1982 begangen. Die Tunnelpatenschaft für den Mittelabschnitt und den Fensterstollen hatte Ursula Priemer, die Ehefrau eines örtlichen Bürgermeisters, übernommen.
Zur Frischluftzufuhr für Bergleute und Geräte wurde knapp drei Kilometer vom Südportal entfernt, etwa 60 m nördlich der Einmündung des Fensterstollens, ein Lüftungsschacht mit einer Tiefe von 93 m und einem Durchmesser von 220 cm errichtet. Später wurde ein zweiter, 158 m tiefer Lüftungsschacht von 260 cm Durchmesser 2.858 m nördlich dieses Schachtes angelegt. Nachdem der Vortrieb den zweiten Schacht erreicht hatte, wurde der erste Schacht verschlossen.
Der notwendige Beton wurde von einem nahe gelegenen Betonwerk bezogen. Das Ausbruchsmaterial wurde anfangs auf einer Zwischendeponie am Portal des Fensterstollens gelagert, später wurde das Material vorübergehend im Tunnel gelagert. Die endgültige Deponierung erfolgte im Basaltsteinbruch Weinstraße, etwa sieben Kilometer entfernt.
Ein rund 30 m langer Schlot bereitete während des Vortriebs, Mitte November 1984, besondere Probleme. Nachdem sich das Gebirge beim Vortrieb der Kalotte noch gutmütig verhalten hatte, stieg der Gebirgsdruck beim Nachführen der Strosse bedenklich an; es kam zu Rissen und Firstsetzungen, Anker gaben nach und Spritzbetonstücke brachen ab. Nachdem unmittelbar eingebaute Abstützungen keine Besserung brachten, musste der Abschnitt von der Vortriebsmannschaft geräumt werden. Kurz darauf stürzte die gerade ausgebrochene Röhre im Bereich des Schlotes zusammen. Es dauerte knapp drei Monate, bis die Zone kleinschrittig neu durchörtert und standfest ausgebaut war. Menschen wurden nicht verletzt.

#### Baulos Süd

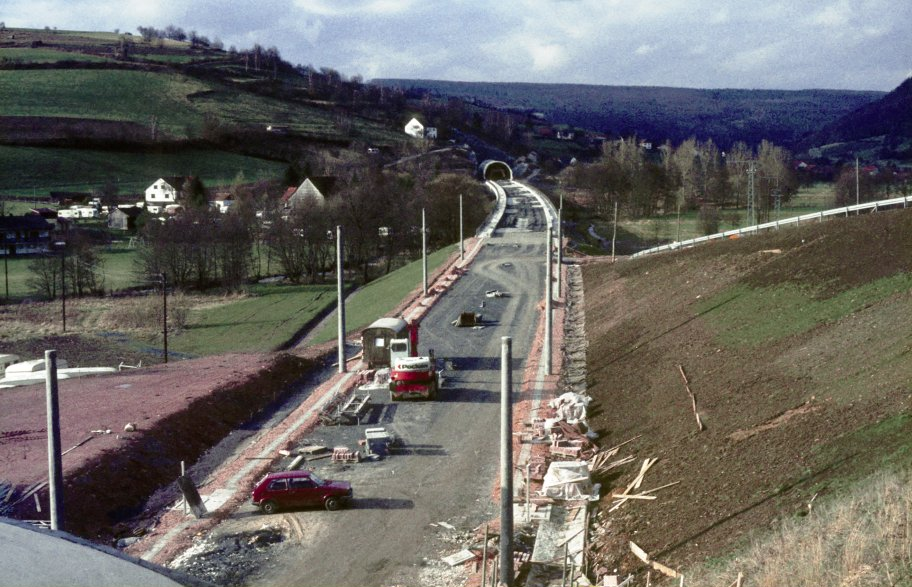
Blick auf das Südportal während der Bauphase (Mai 1985)

Der 2915,25 m lange Südabschnitt sollte ursprünglich vom Südportal her aufgefahren werden und mit 2.963 m etwas länger ausfallen. Bei der Vergabe der Bauleistungen wurde ein Angriff mit einem 104 m langen Seitenstollen, rund 1500 m nördlich des Südportals, als wirtschaftlichere und für die Umgebung lärmschonendere Lösung identifiziert. Von diesem Zwischenangriff erfolgte der Vortrieb in beiden Richtungen: Der Nordvortrieb lief dabei über eine Länge von 1.359,6 m, der Südvortrieb über 1.448 m. Am Südportal kam auf einer Länge von 108 m eine offene Bauweise zur Anwendung.
Aufgrund der notwendigen Umplanungen für die Realisierung der Fensterstollen-Variante, einschließlich neuer behördlicher Genehmigungen, konnte mit der Baustelleneinrichtung erst am 17. Januar 1983 begonnen werden. Die Errichtung des Zufahrtstollens wurde am 14. März 1983 mit dem Anschlag und der Taufe des Fahrtunnels abgeschlossen.
Die Baustelle wurde im Bereich des Südportals eingerichtet. An einem Hang wurden dabei drei Terrassen eingerichtet. Der Betonbedarf in diesem Abschnitt wurde über ein nahe gelegenes Betonwerk gedeckt. Der ursprünglich im Bereich des Zufahrtsstollens vorgesehene Lüftungsschacht zur Bewetterung konnte durch eine Belüftung über den Seitenstollen ersetzt werden. Der Ausbruch wurde von Straßenfahrzeugen über den Zufahrtsstollen in dessen Portalbereich gebracht und nach einer Zwischenlagerung ebenfalls zum Basaltsteinbruch Weinstraße, etwa sieben Kilometer entfernt, gebracht.

### Bautechnik
Die Herstellung des 10 bis 12 m hohen Ausbruchsquerschnitts erfolgte wie der Vortrieb in allen drei Abschnitten dreigeteilt:
* Zuerst wurde die 5,50 bis 6,00 m hohe und rund 50 bis 60 m² umfassende Kalotte ausgebrochen und mit 20 bis 30 cm Spritzbeton gestützt. Die Länge eines Abschlags lag zumeist zwischen 80 und 150 cm und nahm, je nach Gebirgsverhältnissen, in der Regel vier bis fünfeinhalb Stunden in Anspruch. Je Quadratmeter wurden dazu etwa drei Bohrlöcher von je 45 mm Durchmesser erstellt. Diese nahmen je Kubikmeter Ausbruch 0,6 bis 1 Kilogramm Sprengstoff auf. Nach der Schutterung wurde das Material auf Zwischendeponien transportiert, die in den Baulosen Nord und Mitte im Tunnel, im Südabschnitt dagegen in der Nähe des Portals lagen. Von dort wurde das Material zu Deponien transportiert. Nach dem Abtransport des Materials wurden Ortsbrust und Firste bergmännisch abgesichert, anschließend Baustahlmatten verlegt.
- Anschließend wurde die 40 bis 50 m² umfassende Strosse hergestellt. Die Arbeiten an der Strosse folgten dem Kalottenvortrieb im Abstand von 100 bis 300 m. Der Zwischenraum wurde für die Lagerung von Fahrzeugen und Material des Kalottenvortriebs genutzt. Zumeist war das herauszulösende Material bereits durch den Kalottenvortrieb hinreichend entspannt, sodass auf Sprengungen verzichtet werden konnte.
- In einem dritten Schritt, etwa 500 bis 700 m hinter dem Kalottenvortrieb, wurde die Sohle mit einem Ausbruchsquerschnitt von 10 m² hergestellt und betoniert. Die Sohle wurde, je nach Gebirgsverhältnissen, teils mechanisch (mittels Hydraulikbaggern) und teils durch Sprengungen in Abschnitten von 11 bis 22 m Länge ausgehoben. Die Stärke der Sohle lag bei wenigstens 50 cm, teilweise musste der Beton vor aggressivem Grundwasser durch den Einbau von Filtern geschützt werden. In geologisch schwierigen Zonen wurde ein Sohlgewölbe von etwa 15 m² Querschnitt errichtet, dessen Vortrieb um etwa 80 bis 100 m dem Sohlvortrieb folgte.[2]

Der Vortrieb erfolgte rund um die Uhr an allen Tagen der Woche in zwei Schichten zu zwölf Stunden (davon eine Stunde Pause). Unterbrechungen fanden zu Weihnachten (14 Tage), um Ostern (4 Tage) und zum 1. Mai statt. In jedem der drei Lose waren je Schicht für die Kalotte neun bis zehn Mann eingesetzt, für die Strosse fünf bis sieben und für die Sohle sieben bis acht Arbeiter.
Ein Vortrieb per Vollschnittmaschinen schied aufgrund zeitlicher und wirtschaftlicher Unwägbarkeiten aus.
Nach Überprüfung des Tunnelprofils mittels eines Profilwagens stellten sechs Schalwagen anschließend eine, zumeist unbewehrte, Innenschale aus B25-Beton von wenigstens 30 cm Stärke her. Jeder Wagen konnte dabei für jedes der vier Profile (Gerade/Kurve, mit/ohne Nachspannbereich der Oberleitung) eingesetzt werden und betonierte dabei planmäßig täglich einen 11 m langen Block. Der notwendige B25-Beton wurde in stationären Betonwerken erzeugt und über Betontransporter zu den Schalwagen transportiert. Zehn bis zwölf Stunden nach Einbringen des Betons wurden die Wagen abgesenkt; der Beton musste dabei eine Festigkeit von etwa fünf Newton je Quadratmillimeter erreicht haben. Im Bereich der Portale kam, um der Anforderung an einen hohen Frostwiderstand Rechnung zu tragen, ein Luftporenbeton zum Einsatz. Der Auswahl des Betons, des genauen Bauverfahrens und der Zuschlagstoffe gingen verschiedene Versuche und Laboruntersuchungen voraus.

### Inbetriebnahme
Mit Inbetriebnahme des Streckenabschnitts zwischen Fulda und Würzburg wurde der Tunnel im Mai 1988 dem Betrieb übergeben. Er löste damit den Stuttgarter S-Bahn-Tunnel als längsten Eisenbahntunnel Deutschlands ab und den 4.205 m langen, 111 Jahre alten Kaiser-Wilhelm-Tunnel als längsten Tunnel einer Überland-Bahnstrecke. Unter den längsten Eisenbahntunnel der Erde rangierte der Tunnel bei seiner Inbetriebnahme auf dem 21. Platz. Der Mündener Tunnel, mit einer Länge von 10.525 Metern die zweitlängste Röhre in Deutschland, ging mit dem Abschnitt Göttingen–Kassel auf derselben Strecke im Jahr 1991 in Betrieb.

### Betrieb
Der Tunnel wird tagsüber von ICE-Zügen mit bis zu 250 km/h befahren. Nach dem Unfall vom 26. April 2008 wurde darüber hinaus die Höchstgeschwindigkeit im Bereich des Nordportals für alle Fahrzeuge auf 200 km/h herabgesetzt. Diese Einschränkung wurde einige Monate später wieder aufgehoben. Nachts verkehren zahlreiche Güterzüge durch die Röhre.

### Großübung (September 2003)
In der Nacht vom 27. auf den 28. September 2003 fand die bis dahin größte Rettungsübung in Osthessen im Landrückentunnel statt. Etwa 1400 Helfer waren an der zehnstündigen Übung beteiligt. Simuliert wurde die Entgleisung von mehreren Wagen eines ICE, etwa in der Mitte des Tunnels. Von 340 „Fahrgästen“ wurden rund 240 als gehfähig angenommen und verließen, im Rahmen des Selbstrettungskonzepts, den Zug und gingen zu Fuß zum rund fünf Kilometer entfernten Portal. Die etwa 100 „Verletzten“ wurden teils mit draisinenartigen Rollpaletten von Rettungskräften aus dem Tunnel geschoben, teilweise wurden sie über die Rettungszüge aus dem Tunnel gebracht. Die aus Fulda und Würzburg herangeführten Rettungszüge erreichten die Tunnelportale rund eine Stunde, nachdem der Alarm ausgelöst wurde. Einige Zeit verging dort, bis die Züge passend besetzt waren und in den Tunnel einfahren konnten.

## Technik
Die Gleisanlage wird aus dem Stellwerk am Bahnhof Fulda ferngesteuert. Die Gleisfreimeldung erfolgt mit Achszählern. Die ständig eingeschaltete Tunnelorientierungsbeleuchtung wird bei Ausfall der externen Energieversorgung für wenigstens drei Stunden durch Batterien aufrechterhalten.
Der Tunnel ist elektrifiziert, verfügt über Linienzugbeeinflussung, analogen Zugfunk, GSM-R (seit August 2006), BOS-Funk, Eurosignal (von 1992 bis 2000), UKW-Radio (von 1992 bis 2000), C-Netz (von 1992 bis 2000), GSM900/1800 (T-Mobile, Vodafone und E-Plus; seit Mitte 2006) und zwei Windmessanlagen, die im Zuge einer bundesweiten Erneuerung durch neue Anlagen ersetzt wurden.
Zwischen dem Nordportal und der anschließenden Talbrücke wurde ein Stellwerk zur Steuerung der etwa ein Kilometer südlich liegenden Überleitstelle errichtet. Auch ein Weichenmontageplatz wurde errichtet. Ein bestehender Wirtschaftsweg wurde als Zufahrt zum Stellwerksgebäude ausgebaut. Am Südportal wurde eine Portalzufahrt mit Wendemöglichkeit errichtet.

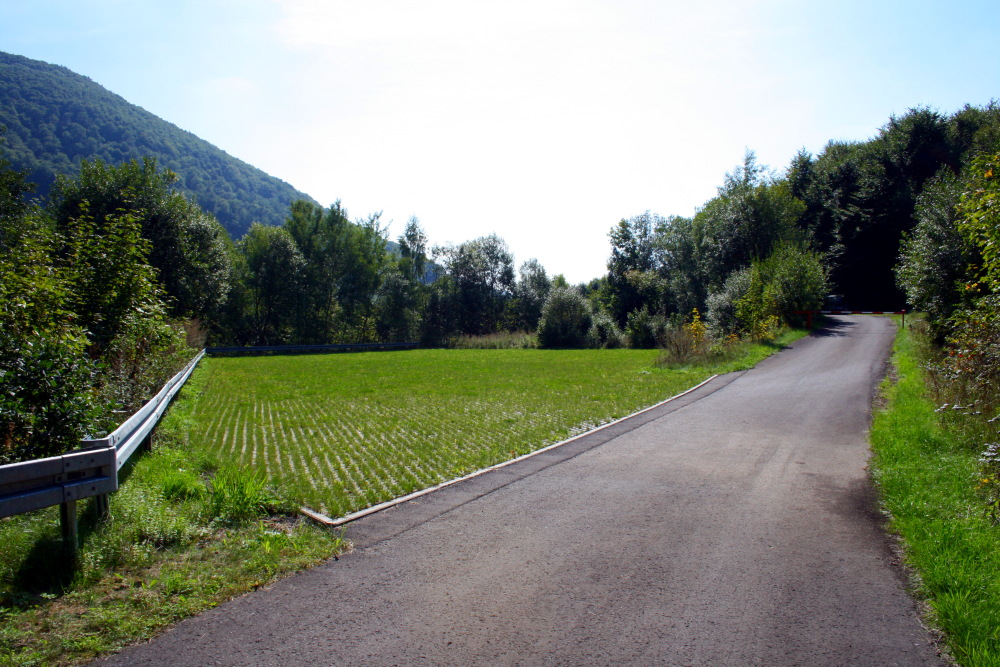
Rettungsplatz am Portal des nördlichen Fensterstollens

Der Tunnel war zur Inbetriebnahme mit einer Orientierungsbeleuchtung (Lampenabstand: 50 m) ausgerüstet. Im Rahmen eines Nachrüstprogramms für lange Tunnel auf Schnellfahrstrecken wurden später unter anderem eine Sicherheitsbeleuchtung (Lampenabstand: 17 m) nachgerüstet und beide Portale mit Rettungsplätzen versehen. Im Rahmen der Bauarbeiten waren bereits in den 1980er Jahren Zufahrten zu beiden Portalen errichtet worden. Die Plangenehmigung für die Nachrüstung des Tunnels mit Rettungsplätzen war am 3. Februar 2006 erlassen worden.
Die Oberleitung verläuft im Tunnel mit einem Stützpunktabstand von 44 m.

### Querschnitt
Der Nutzquerschnitt der Röhre liegt zwischen 81 m² (in der Geraden) und 99 m² (in Abspannbereichen der Oberleitung im Bogen). Auf 5731 m Länge wurde dabei der minimale Querschnitt realisiert, 3553 m machen gerade Nachspannbereiche aus; in den Kurven liegen 922 m ohne bzw. 550 m mit Nachspannbereichen. Der Querschnitt leitet sich aus dem erweiterten Regellichtraum der Strecke ab. Er ist – aus aerodynamischen Gründen – nahezu 50 % größer als der Querschnitt von zweigleisigen Eisenbahntunneln im Bestandsnetz. Das Profil erlaubt u. a. Huckepackverkehr auf offenen Güterwagen bis 120 km/h.
Das 9,10 m breite Schotterbett liegt auf einer 10 cm dicken Aufbeton-Schicht und wird beidseitig von Kabelkanälen von insgesamt 170 bis 180 cm Breite flankiert. Damit liegt beidseitig ein hinreichend großer Schutzraum vor, sodass auf separate Aufenthaltsnischen verzichtet werden konnte.

## Unfälle/Pannen

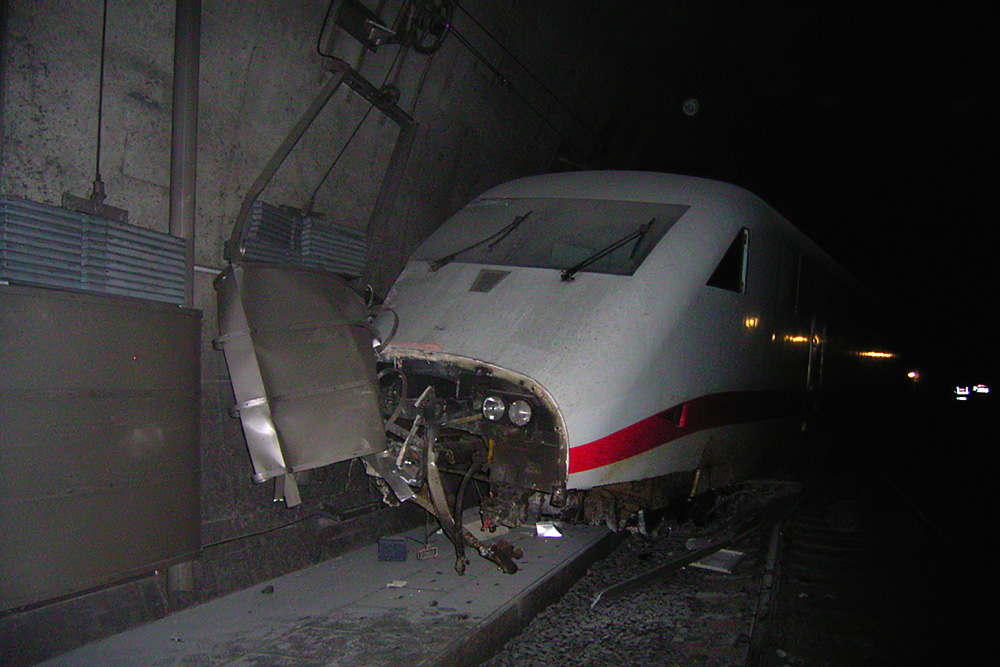
Führender Triebkopf nach dem Unfall vom 26. April 2008

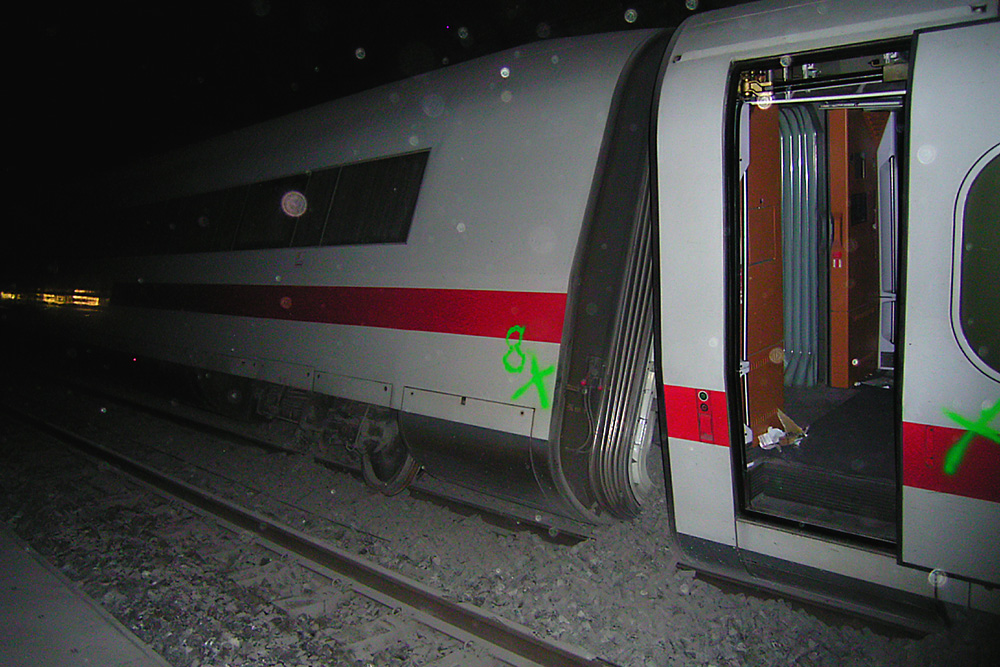
Zwei entgleiste Mittelwagen nach dem Unfall vom 26. April 2008

Für Ernstfälle hat der Landkreis mit umliegenden Orten einen Plan zur Tunnelrettung erstellt. Bei einem Unfall soll das Schweizer Modell zur Anwendung kommen, bei denen zunächst ein Erkundungstrupp zur Unfallstelle vordringen und dabei Verletzte (ohne Hilfeleistung) mit Blitzleuchten markieren soll. Nachfolgende Rettungs- und Löschtrupps sollen Verletzte versorgen und Brände bekämpfen.

### Probleme mit einem defekten ICE
Am 2. Oktober 2000 blieb ein ICE aufgrund eines Triebkopfschadens etwa 2,3 km vom Südportal entfernt im Tunnel stehen. Nachdem Versuche gescheitert waren, den Zug mittels einer Ersatzlok aus dem Tunnel zu schieben, wurde der Triebkopf notdürftig repariert. Die Fahrt wurde nach drei Stunden fortgesetzt. Die 400 Fahrgäste an Bord blieben unverletzt, darunter der damalige bayerische Innenminister Günther Beckstein. Vier Fahrgäste, die unter Klaustrophobie litten, wurden von Zugbegleitern zum Südportal gebracht.

### Kollision mit einer Schafherde
Am 26. April 2008 prallte der ICE 885 auf seiner Fahrt von Hamburg nach München am Nordportal des Tunnels mit einer Geschwindigkeit von 210 km/h auf eine Herde von etwa 20 bis 30 sich im Gleis befindenden Schafen und entgleiste. 21 Reisende und der Triebfahrzeugführer wurden schwer, 13 weitere Passagiere sowie die vier Mitarbeiter des Bordrestaurants leicht verletzt. Der Sachschaden an Fahrzeug und Bahnanlagen belief sich auf 10,32 Millionen Euro.

### Kalb im Tunnel
Am 14. April 2012 lief ein Kalb in den Tunnel. Es wurde von der Feuerwehr hinausgetrieben.